# Niederorschel
Niederorschel – miejscowość i gmina w Niemczech, w kraju związkowym Turyngia, w powiecie Eichsfeld. Do 31 grudnia 2018 siedziba wspólnoty administracyjnej Eichsfelder Kessel.
1 stycznia 2019 do gminy zostały przyłączone cztery gminy: Deuna, Gerterode, Hausen oraz Kleinbartloff. Stały się one automatycznie jej częściami (Ortsteil).

## Współpraca
Miejscowości partnerskie:
- Bestwig[2]
- Nowy Dwór Mazowiecki[3]